# Wilhelm Kohlhaas
Wilhelm Kohlhaas, né le 19 avril 1899 à Waiblingen et mort le 19 février 1995 à Stuttgart, est un militaire, magistrat, auteur et historien allemand.

## Biographie
Il est le fils du médecin Max Kohlhaas. Après son diplôme d'études secondaires, il est volontaire dans l'Armée wurtembergeoise en 1916. Fahnenjunker, il est affecté au 119e régiment de grenadiers (de) de l'armée wurtembergeoise. Grièvement blessé en tant que Leutnant, il vit chez lui les dernières semaines de la Première Guerre mondiale. Après l'Armistice du 11 novembre 1918, il rejoint les Forces de sécurité du Wurtemberg. Au printemps 1919, il entre dans le département du corps franc Haas et participe à l'écrasement de la République des conseils d'Augsbourg et de la République des conseils de Bavière. À l'été 1919, il est officier d'ordonnance du Grenzschutz Ost lors de l'insurrection de Poznań.
Il étudie le droit à l'Université Eberhard Karl de Tübingen. En 1925, il obtient son doctorat en droit à Tübingen. Après avoir passé l'examen d'assesseur la même année, il entre dans la magistrature du Wurtemberg et est juge de district à Biberach an der Riß et, à partir de novembre 1928, procureur à Stuttgart.
Après la victoire du NSDAP aux élections législatives allemandes de mars 1933, il est démis de ses fonctions de juge et de procureur pour s'être opposé au national-socialisme. Il part à Berlin comme premier directeur de la loterie de classe prussienne. Il entre au NSDAP en 1938. En 1939, il est directeur du gouvernement à l'administration de la dette du Reich. Après le début de la Seconde Guerre mondiale, il est Hauptmann dans la Landwehr au département de la Abwehr du haut commandement de la Wehrmacht. Il est envoyé en France, en Italie, en Afrique du Nord et en Irak (Sonderstab F). En tant que major de réserve, il est transféré à l'état-major du commandant en chef de la zone sud de la France en 1942,. À la fin de la guerre, il contribue à protéger son ancien lieu de résidence, Neuhausen auf den Fildern, des combats défensifs inutiles et des représailles des puissances victorieuses.
Il revient de captivité française en mai 1947. Dans la procédure du tribunal, il est classé parmi les « suiveurs ». De 1948 à 1960, il travaille dans l'administration financière du Wurtemberg. Il est pendant deux ans au contrôle immobilier à Tübingen, puis occupe un poste de direction du Staatliche Toto-Lotto GmbH Baden-Württemberg. Les suites de ses blessures l'obligent à prendre sa retraite de son poste de directeur du gouvernement en 1960.
Depuis les années 1930, Kohlhaas s'est fait un nom avec des publications littéraires et historiques. Il est considéré comme un spécialiste important de l'histoire de la ville de Stuttgart, de l'histoire du Wurtemberg et de l'histoire militaire. Dans les années 1950, il dirige la fraternité des officiers du régiment de grenadiers "Reine Olga" et s'implique dans l' Association de la patrie souabe et l'Association du Jura souabe. De 1924 à 1929, il est rédacteur en chef du Rhenanenzeitung. De 1952 à 1954, il siège au conseil d'administration de son Corps de Tübingen.
Il a un frère, Max Kohlhaas (de), devenu procureur fédéral général auprès du Tribunal fédéral.

## Distinctions
- Croix de fer 2e classe
- Insigne de blessure
- Médaille commémorative du 1. Octobre 1938
- War Merit Cross (1939) 2e et 1re classe avec épées
- Médaille nationale du Land de Bade-Wurtemberg 1981
- Ordre du Mérite du Land de Bade-Wurtemberg 1982